# Styloleptoides parvulus
Styloleptoides parvulus är en skalbaggsart som först beskrevs av Charles Joseph Gahan 1895.  Styloleptoides parvulus ingår i släktet Styloleptoides och familjen långhorningar. Inga underarter finns listade i Catalogue of Life.